# Milan-San Remo 1968
L'édition 1968, la 59e, de la course cycliste Milan-San Remo s'est déroulée le 19 mars 1968. Elle a été remportée au sprint par l'Allemand Rudi Altig devant le Français Charly Grosskost.

## Classement final
|    | Cycliste         | Équipe                     | Temps           |
| -- | ---------------- | -------------------------- | --------------- |
| 1  | Rudi Altig       | Salvarani                  | 6 h 51 min 58 s |
| 2  | Charly Grosskost | Bic                        | + 0 s           |
| 3  | Adriano Durante  | Max Meyer                  | + 0 s           |
| 4  | Edouard Sels     | Bic                        | + 0 s           |
| 5  | Raymond Poulidor | Mercier-Hutchinson-BP      | + 0 s           |
| 6  | Rolf Maurer      | Zimba Automatic-Mondia     | + 0 s           |
| 7  | Roberto Ballini  | Max Meyer                  | + 0 s           |
| 8  | Edy Schutz       | Molteni                    | + 11 s          |
| 9  | Walter Godefroot | Flandria-De Clerck-Krueger | + 11 s          |
| 10 | Rik Van Looy     | Willem II-Gazelle          | + 15 s          |